# Derschen
Derschen é um município da Alemanha localizada no distrito de Altenkirchen, estado da Renânia-Palatinado.
É membro da associação municipal de Daaden.

## População
Evolução da população:
| - 1815 – 312 - 1835 – 389 - 1871 – 402 - 1905 – 491 - 1939 – 651 | - 1950 – 667 - 1961 – 832 - 1970 – 962 - 1987 – 943 - 2000 – 1.138 |